# 폭스 플라자

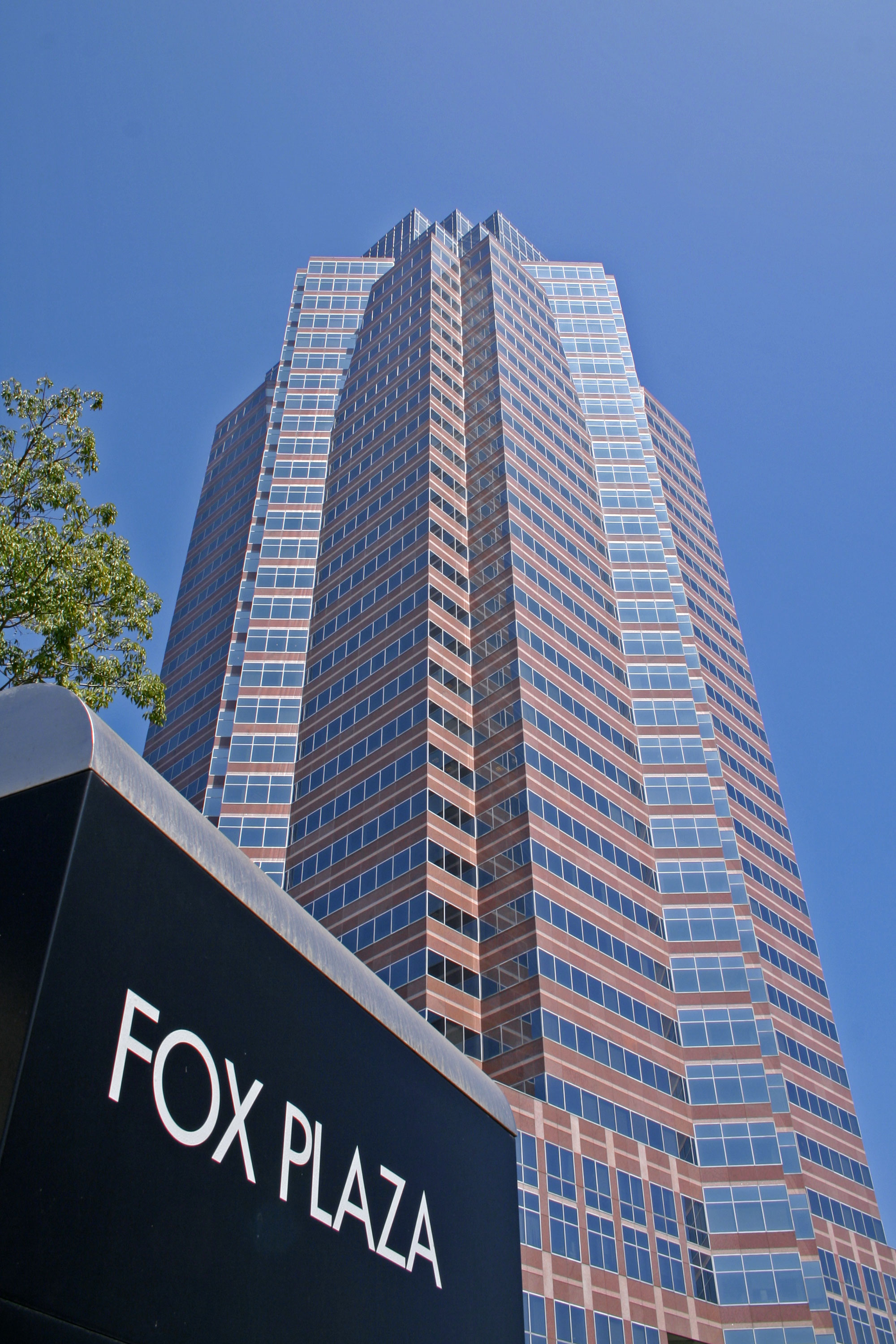
폭스 플라자

폭스 플라자(Fox Plaza)는 미국 로스앤젤레스 센추리시티에 있는 마천루로, 영화사 20세기 폭스의 본사 건물이다. 1987년에 완성했다. 높이는 150m로 총 35층이다. 34층 전체에 미국 대통령 로널드 레이건의 사무실이 있었다. 설계는 윌리엄 페레이라 (William Pereira)와 스콧 존슨 (Scott Johnson)이 했으며, 윌리엄 페레이라의 마지막 작품이되었다. 주위에는 건축가 미노루 야마사키가 디자인한 센추리 플라자 타워와 센추리 플라자 호텔이 있다. 폭스 플라자는 영화 《다이 하드》에서 나카토미 플라자(Nakatomi Plaza)라는 일본 기업의 본사 건물로 등장한 것으로 유명하며, 이 외에도 여러 영화에 등장하였다.